# Aspatharia
Aspatharia é um género de bivalve da família Mutelidae.
Este género contém as seguintes espécies:
- Aspatharia divaricata
- Aspatharia subreniformis